# 山溪鲵
山溪鲵（学名：Batrachuperus pinchonii）为小鲵科山溪鲵属的两栖动物，俗名羌活鱼、白龙、杉木鱼，是中国的特有物种。分布于四川、贵州等地，常见于高山山溪及湖泊石块树根下以及苔藓中或溶雪泉水碎石下。其生存的海拔范围为 1700至 4000米。该物种的模式产地在四川宝兴。
2020年，原记录分布于云南的山溪鲵被独立为新种稻城山溪鲵（Batrachuperus daochengensis）。